# Programming Historian
Programming Historian es una revista académica revisada por pares de humanidades digitales y metodología de historia digital. Este proyecto emblemático sobre métodos de investigación de humanidades digitales publica lecciones que ayudan a los estudiosos de las humanidades a aprender una amplia gama de herramientas digitales, técnicas y flujos de trabajo para facilitar la investigación y la enseñanza. El proyecto original está basado en una serie de lecciones escritas por William J. Turkel y Alan MacEachern de la Universidad de Ontario Occidental en 2008. El proyecto se lanzó como una revista académica durante la conferencia de Humanidades Digitales de 2012 en Hamburgo.
Además de la revista original en inglés, la publicación está disponible en español, francés y portugués. La apertura es un aspecto fundamental de este proyecto de Acceso Abierto Diamante: Programming Historian es de código abierto, tiene un modelo de revisión por pares abierto y una ética abierta para la planificación del proyecto. Todo el contenido es de acceso abierto y se publica bajo una licencia Creative Commons CC-BY, sin coste alguno para autores o lectores. Esto hace que Programming Historian esté disponible en todo el mundo, incluso para lectores ubicados en el Sur Global.
El proyecto ha ganado el "Premio de Humanidades Digitales" dos veces. En 2016 ganó el premio a "Mejor serie de publicaciones" por su contenido en inglês. En 2017 ganó el premio a "Mejor serie de publicaciones" por su contenido en español. En 2018, la Asociación de Humanidades Digitales Hispánicas otorgó el premio de ‘Mejor iniciativa formativa desarrollada durante el año 2018’ a Programming Historian en español. También ganó el Premio de Becas Abiertas 2020 del Canadian Social Knowledge Institute y en 2021 recibió el Premio de Publicación Abierta de la Fundación Coko en la categoría de Contenido Abierto. El proyecto también ha estado involucrado en temas sociales en humanidades digitales, realizando una autorreflexión y una encuesta sobre los sesgos de género en el proyecto en 2015, en un intento por alentar una mayor participación de autoras y revisoras.

La publicación está indexada en el Directorio de Revistas de Acceso Abierto. También está incluida en las bases de datos propietarias y otros recursos electrónicos en la Biblioteca de la Universidad de Harvard.